# Parachutes (album)
Pour les articles homonymes, voir Parachutes.
Albums de Coldplay
 The Blue Room EP
(1999) A Rush of Blood to the Head
(2002)
Parachutes est le premier album du groupe de rock alternatif anglais Coldplay. Il est sorti en septembre 2000 en France, et le 7 juin 2000 au Royaume-Uni.

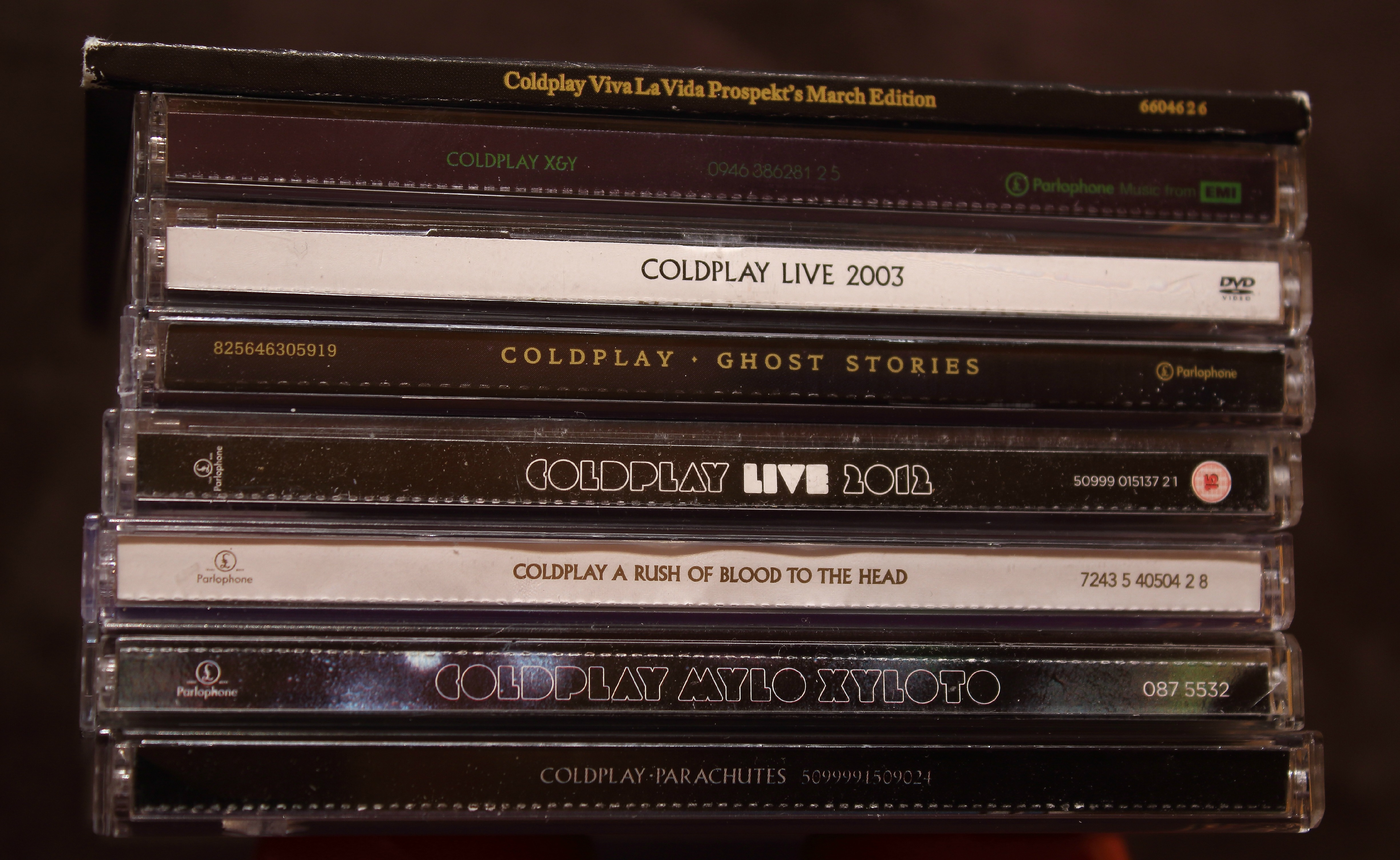
Ensemble des albums constituant la discographie de Coldplay.

Produit par le groupe et Ken Nelson (à l'exception de High Speed, produite par Chris Allison), il fut globalement très bien reçu par le public et les critiques, certifié disque de platine 9 fois au Royaume-Uni (où il se poste parmi les vingt plus grosses ventes du XXIe siècle, avec plus 2,74 millions d'exemplaires écoulés à ce jour,), et 2 fois aux États-Unis depuis sa sortie. Il fut primé du « Grammy Award for Best Alternative Music Album » en 2002 et du « Best British Album » au Brit Awards de 2001.

## Enregistrement et écriture
Le groupe s'attela à l'album en 1999, sous les auspices de Chris Allison, et il en ressortit leur troisième EP, The Blue Room. Cependant, le courant sembla plutôt mal passer entre la bande et le producteur, qui les empêchait d'avoir un contrôle global sur le processus de création. Il fut donc remplacé par Ken Nelson, qui, après l'écoute de leur premier EP, avait senti « quelque chose de spécial » dans la voix de Chris Martin sur le morceau Bigger Stronger. Nelson, qui préféra assister le groupe dans l'élaboration de leurs idées plutôt que d'y interférer, affirma que ce premier travail n'était pas sa production, mais bien une coproduction entre lui et Coldplay.
La rencontre entre Coldplay et Nelson s'était effectuée alors qu'ils donnaient un concert pour BBC Radio 1, à Liverpool. Nelson sentit une ambiance « tendue » à ce moment-là, alors que le groupe semblait « expédier le set, ce qui le rendait difficile à apprécier ». Les premiers essais en studio permirent donc au producteur d'apprendre au groupe « à jouer chaque chanson sur le tempo qui lui convenait », car il estimait simplement que le groupe avait besoin de se "poser".
Initialement, l'album devait être bouclé en l'espace de 2 semaines, mais l'organisation de quelques tournées retarda les choses, et l'enregistrement s'étala de novembre 1999 à début-mai 2000. L'album fut commencé aux "Rockfield Studios" de Monmouth (Pays de Galles) et dans les mythiques "Studios Wessex" londoniens, mais la majorité y fut réalisée aux "Parr Street Studios", à Liverpool, composés de 3 pièces principales, dans lesquelles l'équipe évolua à sa guise, bien que le "project studio" (« basiquement, une salle pour démos, mais qui reste un bon studio », affirme Nelson) ait été le témoin de la majorité des enregistrements. High Speed, seule piste produite par Chris Allison et issue des quelques sessions du groupe "Orinico Studios" (Londres), fut également ajoutée à l'album.
Le mixage final, ainsi que celui des singles, fut intégralement réalisé par Michael Brauer.

## Aspect artistique
Alors que Ken Nelson avait délibérément choisi de laisser le groupe gérer l'élaboration globale de leur création, il en ressortit une œuvre finale très « organique », qui, selon ses propres mots, « possède un aspect très "vivant"; que je caractériserais par une "âme". On sent simplement qu'il y a "quelque chose" ».
De son côté, Will Champion, le batteur, estime que ce travail présente un aspect paradoxal, « à l'image du Perfect Day de Lou Reed. Les paroles y sont superbes, rayonnantes, mais la musique derrière est extrêmement triste. Tout repose la-dessus, quand on peut créer différents états d'esprit entre la mélodie et le texte. [...] ». De ce fait, le groupe démentit l'étiquette d'album "sombre et morose" que leur avaient attribué un certain nombre de critiques. « Nous abordons la musique par son côté optimiste, en quelque sorte », conclut Champion.
L'influence de Radiohead se ressent expressément tout au long de l'album, en particulier vis-à-vis de leur OK Computer et de ses textures très expérimentales. Fatalement, certains suggèrent que le succès de Parachutes repose en grande partie sur la surprise générée autour de la sortie de Kid A, qui a dérouté une majorité de fans par le tournant musical qu'y emprunta Radiohead, et qui incita ce public à se tourner vers le "retour aux sources" que présentait le premier opus de Coldplay.
Le globe de la pochette fut acquis au W H Smith pour 10£; on le retrouve dans les clips de Shiver, Don't Panic, ainsi que lors de plusieurs live du groupe.
L'album est dédié à la mère de Will Champion, le Dr. Sara Champion, décédée d'un cancer en 2000.

## Réception critique et ventes
Parachutes reçoit un accueil critique globalement favorable. Chris Martin indique en 2006 que cet album déplaît au groupe et le qualifie de mauvais (« terrible music »).

## Liste des pistes
| No  | Titre | Durée            |
| --- | --- | ---------------- |
| 1.  | Don't Panic | 2:17             |
| 2.  | Shiver | 4:59             |
| 3.  | Spies | 5:18             |
| 4.  | Sparks | 3:47             |
| 5.  | Yellow | 4:29             |
| 6.  | Trouble | 4:30             |
| 7.  | Parachutes | 0:46             |
| 8.  | High Speed | 4:14             |
| 9.  | We Never Change | 4:09             |
| 10. | Everything's Not Lost (après quelques secondes de silence, une piste cachée, Life is for Living, fait son apparition) | 7:15 (5:39+1:36) |

## Certifications
| Pays                    | Certification | Unités certifiées |
| ----------------------- | ------------- | ----------------- |
| Allemagne (BVMI)        | Or            | 150 000           |
| Argentine (CAPIF)       | Platine       | 60 000            |
| Australie (ARIA)        | 4 × Platine   | 280 000           |
| Belgique (BEA)          | 2 × Platine   | 100 000           |
| Canada (Music Canada)   | 2 × Platine   | 200 000           |
| Danemark (IFPI)         | 4 × Platine   | 80 000            |
| Espagne (Promusicae)    | Or            | 50 000            |
| États-Unis (RIAA)       | 2 × Platine   | 2 000 000         |
| France (SNEP)           | 2 × Or        | 200 000           |
| Italie (FIMI)           | Platine       | 50 000            |
| Norvège (IFPI)          | Platine       | 50 000            |
| Nouvelle-Zélande (RMNZ) | 2 × Platine   | 30 000            |
| Pays-Bas (NVPI)         | Platine       | 80 000            |
| Pologne (ZPAV)          | Platine       | 20 000            |
| Royaume-Uni (BPI)       | 9 × Platine   | 2 700 000         |
| Suède (GLF)             | Platine       | 80 000            |
| Suisse (IFPI)           | Or            | 25 000            |

## Adaptations
- Don't Panic est la première chanson entendue dans Garden State.
- Quant à Sparks c'est la chanson utilisée au milieu du film Serial noceurs.
- On peut aussi retrouver Trouble dans un épisode de la série John Doe, dans The Shield ainsi que dans la série britannique Et alors ?.